# Euclavarctus convergens
Euclavarctus convergens är en djurart som tillhör fylumet trögkrypare, och som beskrevs av Jeanne Renaud-Mornant 1983. Euclavarctus convergens ingår i släktet Euclavarctus och familjen Halechiniscidae. Inga underarter finns listade i Catalogue of Life.